# Andrea Piardi
Andrea Piardi (Brescia, 8 agosto 1992) è un arbitro di rugby a 15 italiano, internazionale dal 2017.
È il primo arbitro della sua federazione a dirigere una gara del Sei Nazioni.

## Biografia
Proveniente dal rugby praticato dapprima nel Fiumicello e, a seguire, nel Brescia, Piardi intraprese l'attività arbitrale a 17 anni su suggerimento di un suo all'epoca compagno di squadra anch'egli iscrittosi ai corsi federali di direzione di gara.
Quando un infortunio interruppe la sua attività agonistica, si dedicò solo a quella arbitrale.
Dopo la trafila nelle serie inferiori, nel corso dell'Eccellenza 2016-17 diresse la sua prima gara di massima divisione, tra Rovigo e Reggio Emilia e, in quello stesso anno, divenne internazionale dirigendo alle finali del campionato europeo Under-18.
Il suo primo test match è del 2019, nel corso del campionato europeo, a Colonia tra Germania e Spagna; successivamente è giunto l'esordio in Pro14 (febbraio 2019, Munster – Southern Kings a Cork); nel 2021 ha fatto parte del gruppo di arbitri al campionato sudamericano, zona regionale di qualificazione alla Coppa del Mondo.
Più recentemente, nel 2022 ha diretto a Twickenham un incontro tra l'Inghilterra e i Barbarians, vinto 52-21 dalla squadra a inviti; con il cartellino rosso mostrato all'australiano Will Skelton, è diventato il primo arbitro ad avere espulso un giocatore dei Barbarians in 130 anni di storia di tale club.
Più avanti nell'anno, nel corso delle serie autunnali, ha diretto a Cardiff Galles – Georgia, suo primo test match di una squadra del Tier 1.
Il 25 febbraio 2024, con la direzione dell'incontro tra Irlanda e Galles a Dublino, è divenuto il primo arbitro italiano a dirigere un incontro del Sei Nazioni.
Tra le più recenti designazioni di prestigio figura quella in occasione del tour dei British and Irish Lions 2025, le cui gare mai, in precedenza, furono affidate a un arbitro italiano: Piardi è stato selezionato per dirigere un incontro infrasettimanale ad Adelaide tra la formazione interbritannica e una selezione mista australo-neozelandese e, soprattutto, il secondo dei tre test match della serie tra i Leoni e l'Australia a Melbourne.